# オペクォンの戦い
オペクォンの戦い（オペクォンのたたかい、英:Battle of Opequon、より一般的には第三次ウィンチェスターの戦い、英:Third Battle of Winchester）は、南北戦争の終盤、1864年のバレー方面作戦の一部として9月19日にバージニア州ウィンチェスターで行われた戦闘である。
南軍のジュバル・アーリー中将軍がウェストバージニア州マーティンズバーグでボルティモア・アンド・オハイオ鉄道を襲撃したので、北軍のフィリップ・シェリダン少将は第6軍団と第19軍団を伴い、ベリービル・パイクを通ってウィンチェスターに向けて進軍し、オペクォン・クリークを越えた。北軍の進軍が遅れてその間にアーリーは自軍を集結できるだけの時間が取れ、主力による猛攻を行って、戦いは数時間続いた。両軍の損失は大きかった。南軍の前線は次第にウィンチェスターの町の方向に後退させられた。午後半ばに、第8軍団と騎兵隊が南軍の左側面に回りこんだ。アーリーは総退却を命じた。両軍共にその規模、戦いの激しさ、さらには将官クラスの重大な損失とその後の影響の故に、多くの歴史家達はこの戦闘をシェナンドー渓谷における最も重要な戦闘と考えている。

## 背景
北軍のフィリップ・シェリダン少将は、シェナンドー軍指揮官を任せられ、ジュバル・アーリー中将軍による脅威に対処するためにシェナンドー渓谷に派遣された。1864年の初秋の大半では、シェリダンもアーリーも慎重に小戦闘を繰り返し、互いの戦力を測っていた。アーリーはこの限られた行動が、シェリダンは戦いを恐れていることを意味するものと誤解し、その軍隊をマーティンスバーグからウィンチェスターまで散開させた。シェリダンはアーリー軍が分散したことを知り、即座にウィンチェスターに進軍した。そこはこの南北戦争の間に2度大きな戦闘が行われた場所であり、2度とも南軍が勝っていた。

## 戦闘
アーリーは直ぐに自軍をウィンチェスターに集め、9月19日のシェリダンの攻撃に間に合わせた。東方からきた北軍は狭い渓谷と道路を抜けて行軍しなければならず、このことで輜重隊の進行が渋滞して攻撃も遅くなった。この遅れによってアーリーはその前線をさらに強化することができた。ジョン・B・ゴードン少将の師団が北方から到着し南軍前線の左手に就いた。
正午までにシェリダン軍が戦場に到着したので、シェリダンはアーリーの前線への正面攻撃を命じた。左手に配置されたホレイショ・ライト少将の第6軍団は、砲兵隊に支援された丘の上に南軍が塹壕に入っているのに直面して歩みを止められた。ウィリアム・エモリー少将の第19軍団は第6軍団の北に配置されて、疎らな林を抜けてゴードンの師団を後退させたが、その追撃中に向こう側の開けた場所に入ったときに砲兵隊によって損失を蒙った。
第5軍団が前進を再開し南軍の右翼を後退させ始めたが、第6軍団と第19軍団は徐々に離れ始め、その間に隙間ができた。このとき北軍のデイビッド・A・ラッセル准将の師団が急行してその隙間を埋めた。ラッセルは胸を撃たれたが、その師団の前進を続けさせた。エモリー・アプトン准将の旅団がその隙間に到着したが、既に遅く、南軍はその隙間を通して反撃を開始していた。アプトンはその部隊に横隊を組ませ、突撃させた。この突撃を率いたのは、第2コネチカット重砲兵連隊で歩兵隊として機能していた部隊の若い大佐でラナルド・S・マッケンジーだった。ラッセルは2発目の銃弾を受けて致命傷を負った。アプトンが師団指揮を引き継ぎ、戦場は一時的な小康状態になった。
この時点でシェリダンは戦闘を「素晴らしい勝利」と言ったが、まだ戦闘を止めさせるつもりは無かった。シェリダンは南軍の左側面を探るためにジョージ・クルック准将の第8軍団を派遣した。一方ジェイムズ・H・ウィルソン准将の騎兵隊が南軍の右側面に回りこんでいた。シェリダンは3個軍団で前線を作り、全軍前進を命じた。この新たな前進はうまく始まらなかった。クルック軍団は湿地を抜けて前進しなければならず、第19軍団は全く前に進めなかった。アプトン将軍はその側面にいた第19軍団の部隊に自分の師団と共に前進するよう説得に苦心していたが、このとき砲弾でその太腿に深い傷を受けた。軍医が出血を止めることができたので、アプトンは担架を持ってこさせ、その上から戦闘の残りを部隊に指示を出し続けた。最期は南軍の前線が後退を始めた。シェリダンは目前に迫った勝利に興奮し、前線に沿って動き帽子を振り、叫び続けた。
その日遅く、北軍の騎兵隊2個師団が北方から到着し、南軍の左側面に襲い掛かった。ウェズレー・メリット准将の師団が南軍の防御工作物を潰し、一方ウィリアム・W・アブレル准将の師団は側面に回りこんだ。南軍は総退却となった。退却中に捕虜になった者の中にはウィンチェスターに留まっていた南軍将軍数人の妻達も含まれていた。ジョン・B・ゴードンはその部隊の被害を避けるために妻を残して行くしかなく、妻が北軍の捕虜になるものと思っていた。しかし、その妻はうまく逃亡することができた。

## 戦闘の後
オペクォンの戦いは北軍にとってシェナンドー渓谷における転換点となった。アーリー軍はそれまでそれほどの損失を出していなかったが、それに続くフィッシャーズヒルやトムズブルックの戦いで敗北を重ねた。丁度1ヵ月後にはシーダークリークの戦いでアーリー軍が決定的な敗北を喫し、この方面作戦を終わらせた。バレーでの勝利は、1864年秋の他の北軍勝利と共に、エイブラハム・リンカーンの大統領再選に貢献することになった。
この戦闘は重要な指揮官の損失の多さでは特に被害甚大となった。北軍ではラッセル准将が戦死し、アプトン、ジョージ・H・チャップマンおよびジョン・B・マッキントッシュ各准将が重傷を負った。南軍ではロバート・E・ローズ少将が戦死し、アーチボールド・ゴッドウィン大佐、フィッツヒュー・リー少将、ウィリアム・テリー准将およびウィリアム・ワートン大佐が負傷した。南軍の戦死者の中にはジョージ・S・パットン・シニア大佐もいた。その孫が第二次世界大戦で有名になったジョージ・パットン将軍だった。